# Stimpfach (Bannwald)
Das Gebiet Stimpfach ist ein mit Verordnung vom 8. November 2004 durch die Körperschaftsforstdirektion Tübingen ausgewiesener Bannwald (Schutzgebiet-Nummer 100053) bei Stimpfach im Landkreis Schwäbisch Hall in Baden-Württemberg.

## Lage
Das Schutzgebiet befindet sich östlich der Gemeinde Stimpfach. Es liegt im Distrikt 5 „Stimpfacherwald“, Abteilung 16 im Staatswald des Forstbezirks Rosenberg und umfasst auf Gemarkung Rechenberg zum Teil das Flurstück 398 und auf Gemarkung Stimpfach das Flurstück 923/1, Gemeinde Stimpfach.

## Vegetation
Im Schonwald kommen laut Waldbiotopkartierung die folgenden Pflanzen vor:
Weiß-Tanne, Hänge-Birke, Wald-Zwenke, Land-Reitgras, Besenheide, Wiesen-Schaumkraut, Zittergras-Segge, Drahtschmiele, Gewöhnlicher Dornfarn, Schmalblättriges Weidenröschen, Wald-Schachtelhalm, Rotbuche, Wald-Schwingel, Faulbaum, Flatter-Binse, Gewöhnlicher Gilbweiderich, Gemeine Fichte, Waldkiefer, Espe, Stieleiche, Himbeere, Brombeere, Sal-Weide, Roter Holunder, Fuchssches Greiskraut, Vogelbeere, Breitblättriger Rohrkolben, Heidelbeere.

## Schutzzweck
Der Schutzzweck des Bannwalds ist gemäß Schutzgebietsverordnung
- die unbeeinflusste Entwicklung der jeweiligen Waldökosysteme mit ihren Tier- und Pflanzenarten sowie Pilzen zu sichern sowie die wissenschaftliche Beobachtung der Entwicklung zu gewährleisten.
- Dies beinhaltet den Schutz der Lebensräume und -gemeinschaften, die sich im Gebiet befinden, sich im Verlauf der eigendynamischen Entwicklung der Waldbestände innerhalb der Schutzgebiete ändern oder durch die eigendynamische Entwicklung entstehen.

## Betreuung
Wissenschaftlich betreut wird der Bannwald durch die Forstliche Versuchs- und Forschungsanstalt Baden-Württemberg (BVA).